# Пришедько Григорій Дмитрович
Григорій Дмитрович Пришедько (нар. 9 червня 1927, Дніпропетровськ — пом. 1978, Київ) — український радянський живописець; член Спілки радянських художників України. Чоловік художниці Галини Зубченко.

## Життєпис
Народився 9 червня 1927 року в місті Дніпропетровську (нині Дніпро, Україна). 1951 року закінчив Дніпропетровське державне художнє училище, де його викладачами були зокрема Михайло Панін, Микола Погрібняк, Тамара Дроздова.
Після здобуття мистецької освіти працював у місті Жданові (нині Маріуполь). Член КПРС з 1956 року.
Жив у Києві, в будинку на Брест-Лиорському проспекті, № 10/16, квартира 5. Помер у Києві у 1978 році.

## Творчість
Працював в галузі станкового та монументального живопису. Серед робіт:
живопис
- «„Азовсталь“ узимку» (і953—1954);
- «Весна на Дніпрі» (1959);
- «Фелюги у гавані» (1959);
- «Річка Снов» (1965);
- «Осінь у Седневі» (1965);
- «Ніч» (1966);
- «Сонячний Донбас» (1969);
- «Морн кличе» (1969);

графіка
- «Фортеця Арк» (1968, сангіна);
- «Потьомкінець І. Литвиненко» (1969, літографія).

монументальні роботи
- керамічно-мозаїчне панно «Підкорення космосу» на Будинку зв'язку у Маріуполі (1964, у співавтовтві з Віктором Арнаутовим);
- керамічно-мозаїчне панно «Наука» на будинку школи № 54 у Маріуполі (1967, у співавтовтві з Віктором Арнаутовим);
- мозаїка «Україна» в гастрономі «Київ» у Маріуполі (1967, у співавтовтві з Галиною Зубченко).

Галина Зубченко і Григорій Пришедько. Панно «Рух» (1969), спорткомплекс «Наука» (Київ)

З 1952 року брав участь у міських, з 1956 року — в обласних, з 1960 року — у республіканських та всесоюзних художніх виставках. Персональні виставки відбулася у Жданові у 1959 і 1970 роках.